# Makary z Aleksandrii
Święty Makary z Aleksandrii, również: Makary Aleksandryjski, gr. Makarios Aleksandreas, Makarios Poletikos, cs. Makarij Alieksandrijskij, Makarij Gorodskoj (ur. ok. 300, zm. 395) – mnich z pustyni nitryjskiej. Był młodszy od współczesnego sobie Makarego Egipskiego i stąd bywa nazywany Makarym Młodszym.